# Bloedooievaarsbek
Bloedooievaarsbek (Geranium sanguineum) is een plant uit de ooievaarsbekfamilie (Geraniaceae). De plant wordt 10 tot 50 cm hoog en heeft een bloeitijd die zich uitstrekt van juni tot augustus.
Deze plant vormt een kluwen van ondergrondse wortels waaruit verschillende slanke stengels komen met een roodachtige schijn. Aan deze stengels groeien donkergroene bladen waarbij uit de bladoksels roodpaarse of helderrode bloemen ontspringen. Hij wordt gehouden als sierplant, maar komt ook verwilderd voor in open bossen en bosranden in Europa.
Een ondersoort komt voor in de noordelijke duingebieden nabij de kust.

## Foto's

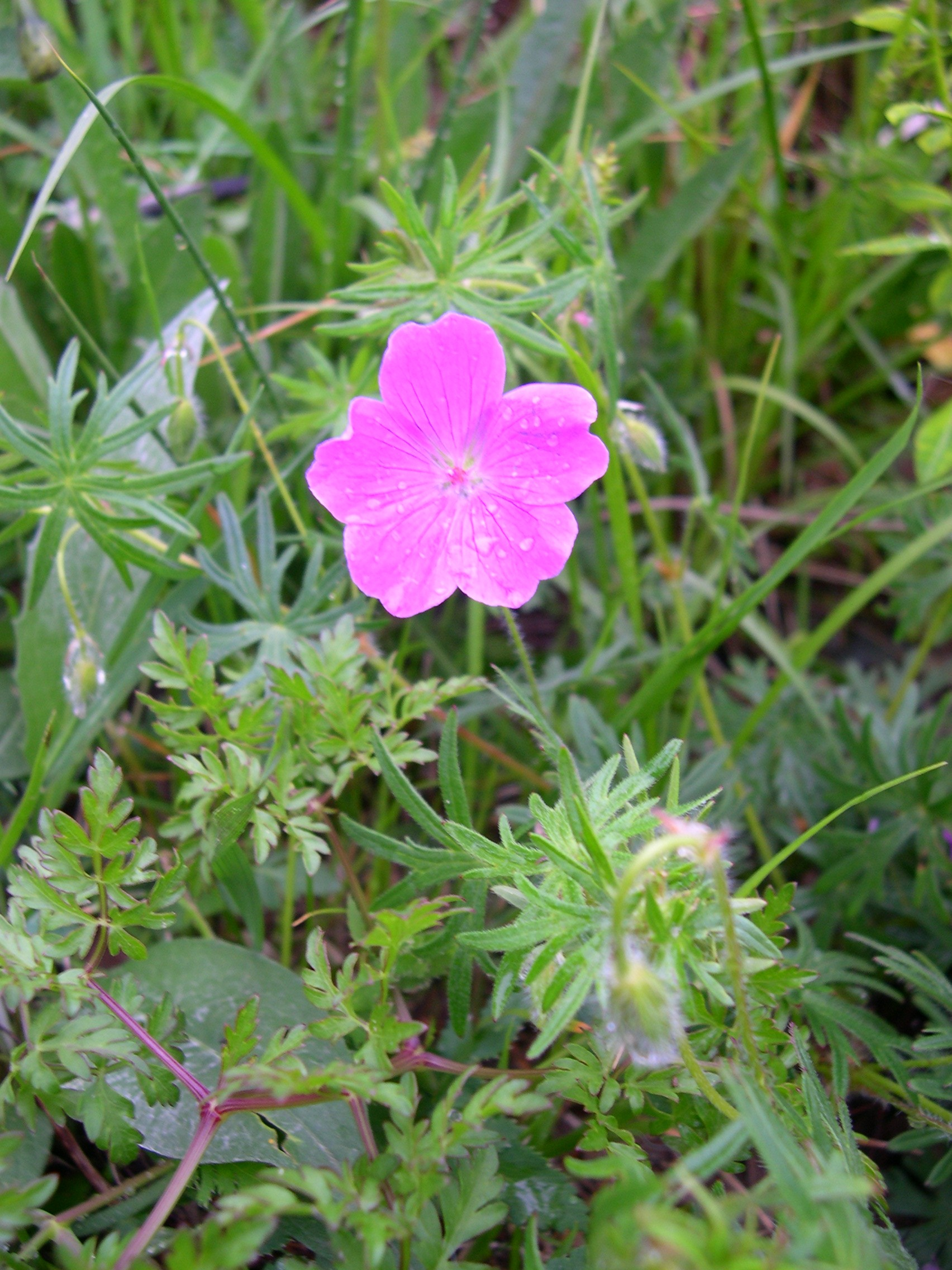
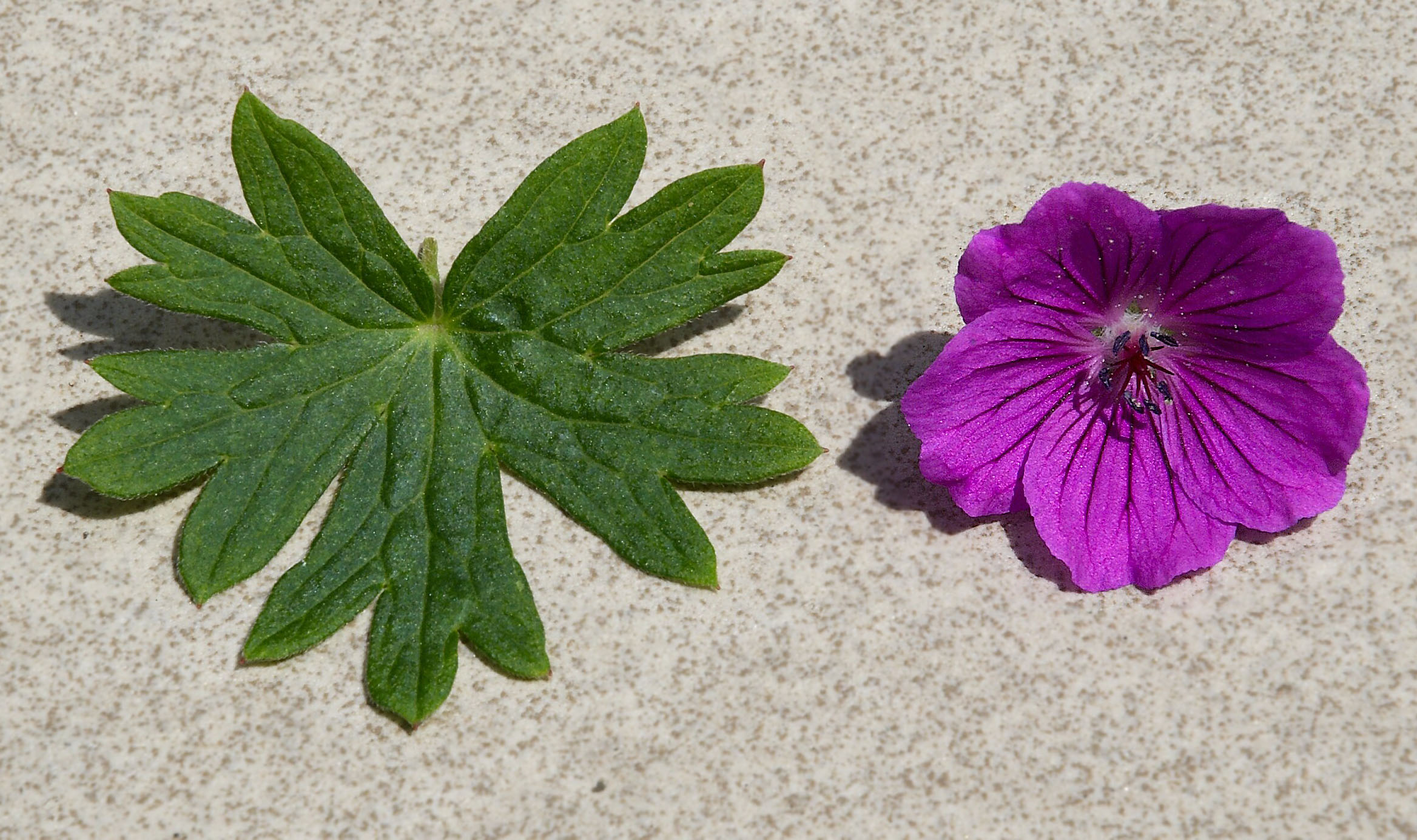
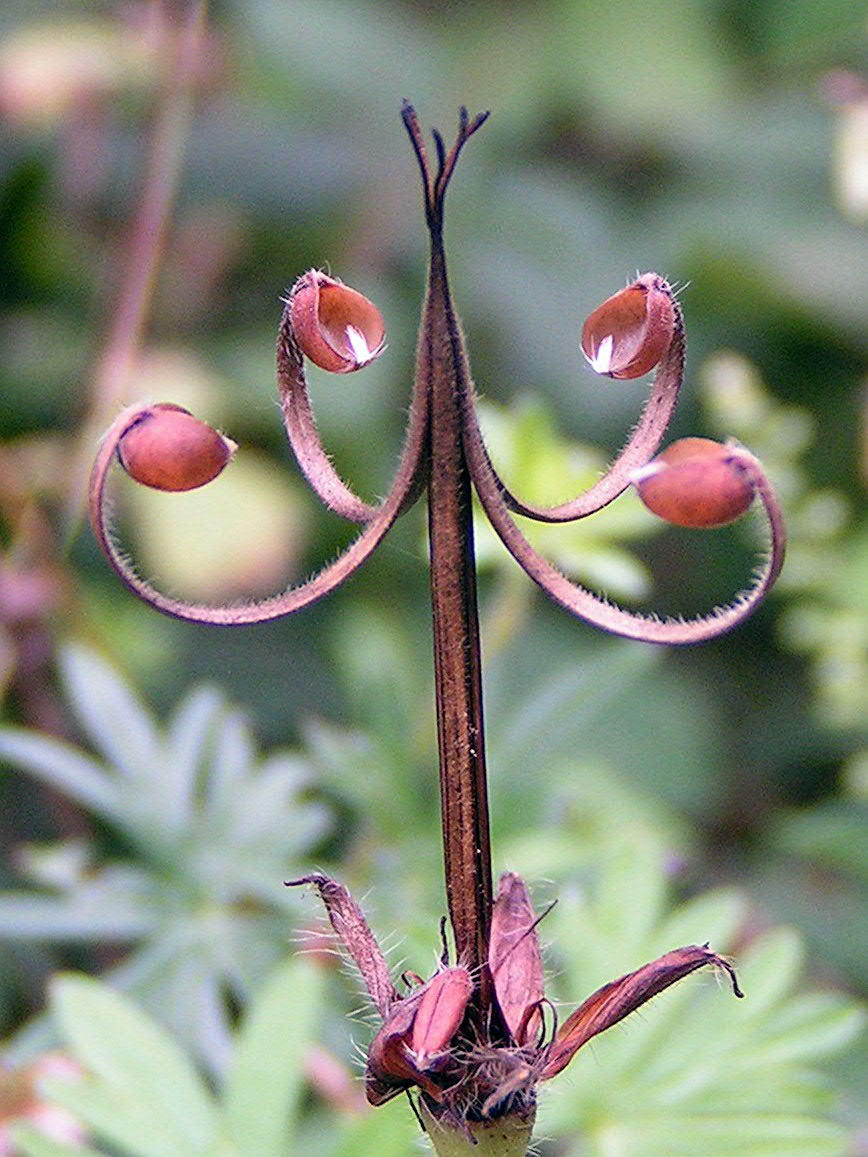
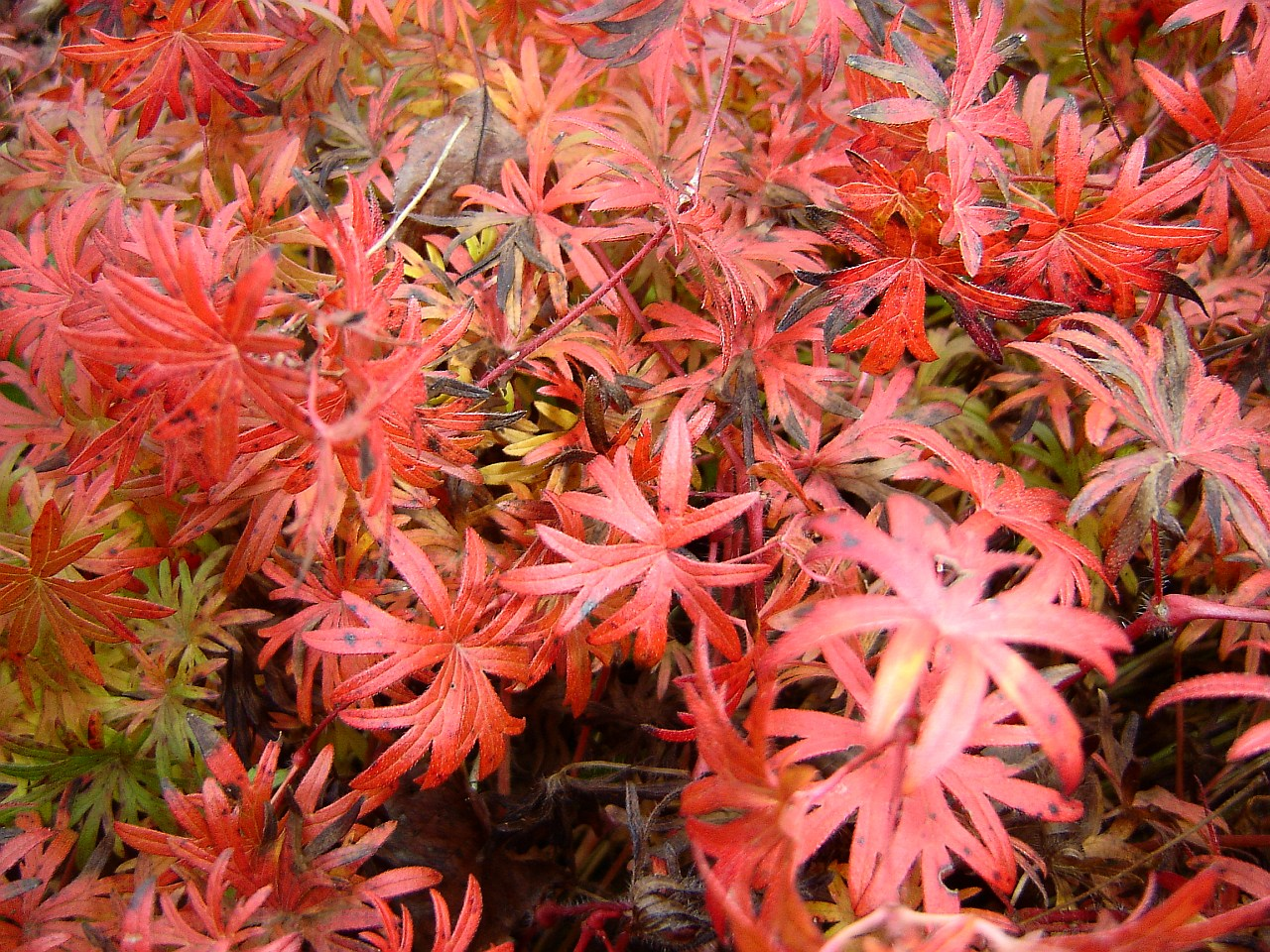

... · 
G. columbinum (fijne ooievaarsbek) · 
G. dissectum (slipbladige ooievaarsbek) · 
G. lucidum (glanzige ooievaarsbek) · 
G. macrorrhizum (rotsooievaarsbek) · 
G. molle (zachte ooievaarsbek) · 
G. nodosum (knopige ooievaarsbek) · 
G. palustre (moerasooievaarsbek) · 
G. phaeum (donkere ooievaarsbek) · 
G. pratense (beemdooievaarsbek) · 
G. purpureum (klein robertskruid) · 
G. pusillum (kleine ooievaarsbek) · 
G. pyrenaicum (bermooievaarsbek) · 
G. robertianum (robertskruid) · 
G. rotundifolium (ronde ooievaarsbek) · 
G. sanguineum (bloedooievaarsbek) · 
G. sylvaticum (bosooievaarsbek) · 
...